# James V. Scotti
James Vernon Scotti (n. 1960) este un astronom american. El s-a născut în Bandon, Oregon și a absolvit Woodway Senior High din Edmonds, Washington în anul 1978. El a devenit un doctor în știință în astronomie la Universitatea din Arizona din Tucson în 1983. De atunci, el a lucrat la proiectul Spacewatch, unul dintr-o serie de proiecte care caută asteroizi din apropierea Pământului. El a scris primul software automatic de detectare a asteroizilor pentru acest proiect în 1984.

## Descoperiri
El a descoperit o mulțime de asteroizi, în special pe cei din apropierea Pământului, inclusiv (35396) 1997 XF11, care a creat o agitație de scurt timp în mass-media atunci când un calcul preliminar a indicat în orbita lui posibilitatea unui impact cu Pământul în 2028; datorită observațiilor suplimentare s-a calcul o orbită mai precisă, care a infirmat impactul. În 1991, el a descoperit obiectul din apropierea Pământului 1991 VG, care are unele caracteristici neobișnuite.
De asemenea el a recuperat mai mult de 75 de comete începând din 1985 (deoarece cometele sunt supuse la forțele negravitaționale care apar din cauza  vântului solar, erupției de gaze de pe soare, este adesea o provocare pentru a prezice poziția lor exactă și sunt redescoperite de fiecare dată când fac o nouă abordare la periheliu).
La 24 octombrie 1993, după mai bine de un secol de la prima observare, a redescoperit cometa, până atunci crezută pierdută, 113P/Spitaler.
El a confirmat descoperirea celei mai cunoscute comete - Cometa Shoemaker-Levy 9, care a căzut pe Jupiter în iulie 1994. El de asemenea a redescoperit cometele periodice 202P/Scotti, 244P/Scotti, P/2003 L1 (Scotti), P/2010 C1 (Scotti), P/2010 H4 (Scotti), P/2010 H5 (Scotti), P/2011 A2 (Scotti), ultimele șapte încă nu sunt numerotate deoarece au fost observate doar la o trecere la periheliu. El este și descoperitorul cometelor neperiodice C/2010 E5 (Scotti) și C/2010 F3 (Scotti).
Scotti este interesat de cercetare originilor cometelor, evoluția dinamică a cometelor și asteroizilor, asteroizii din apropierea Pământului, precum și sistemul solar exterior. El mai un entuziast interesat de istoria explorării spațiului și în special de Programul Apollo. El a contribuit la Apollo Lunar Surface Journal, în care se detaliază explorărea Lunii de către Apollo. Scotti, de asemenea, face fotografii asupra spațiului.
Planeta minoră 3594 Scotti este denumită în cinstea lui.